# Ptilocolepus extensus
Ptilocolepus extensus är en nattsländeart som beskrevs av Mclachlan 1884. Ptilocolepus extensus ingår i släktet Ptilocolepus och familjen smånattsländor. Inga underarter finns listade i Catalogue of Life.